# 张昭福
张昭福（1946年6月—2016年4月23日），男，山东高密人，中华人民共和国政治人物。

## 生平
1968年3月，加入中国人民解放军海军。1970年，任海军航空兵第八师政治部宣传科干事。1977年，任海军航空兵第二十二团机务大队副政委。1978年，海军航空兵第二十二团飞行三大队政委。1979年4月，任海军航空兵第八师政治部组织科科长。1982年2月，任海军南海舰队航空兵政治部组织处副处长、处长。1987年4月，任海军航空兵第二十七团政委。1989年4月，任海军航空兵第九师政治部主任。1989年12月，任海军航空兵独立第一团政委。1992年5月，任海军航空兵第九师政委。1995年2月，任海军南海舰队航空兵政治部主任。1995年12月，任海军北海舰队航空兵政委。1996年7月，被授予海军少将军衔。1997年5月，任海军东海舰队航空兵政委。2002年11月至2007年3月，担任山东省人民政府副省长、党组成员。
2016年4月23日，在济南逝世，享年70岁。